# Kunstwedstrijden op de Olympische Zomerspelen 1920
Kunstwedstrijden maakten op de Olympische Zomerspelen in 1920 in Antwerpen voor de tweede keer deel uit van het olympisch programma.
Er werden medailles uitgereikt voor werken die geïnspireerd waren door sport in de categorieën: architectuur, literatuur, muziek, schilderen en beeldhouwen.

## Medailleoverzicht
| Categorie    | Goud                                   | Zilver                                                  | Brons                                             |
| ------------ | -------------------------------------- | ------------------------------------------------------- | ------------------------------------------------- |
| Architectuur | niet uitgereikt                        | Holger Sinding-Larsen Project voor een gymnastiekschool | niet uitgereikt                                   |
| Literatuur   | Raniero Nicolai "Canzoni Olimpioniche" | Theodore Andrea Cook "Olympic Games of Antwerp"         | Maurice Bladel "La Louange des Dieux"             |
| Muziek       | Georges Monier "Olympique"             | Oreste Riva "Marcia trionfale"                          | niet uitgereikt                                   |
| Schilderen   | niet uitgereikt                        | Henriette Brossin de Polanska "L'élan"                  | Alfred Ost "De voetballer"                        |
| Beeldhouwen  | Albéric Collin "La Force"              | Simon Goossens "Les Patineurs"                          | Alphons De Cuyper "Lanceur de Poids" en "Coureur" |

## Status
Ten tijde van de Spelen werden medailles uitgereikt aan de kunstenaars. Achteraf werd door het Internationaal Olympisch Comité (IOC) bepaald dat de kunstwedstrijden niet langer als een officieel onderdeel deel van de Olympische Spelen uitmaakten waardoor ze niet meer voorkomen in de olympische database en niet voorkomen in het medaille-overzicht voor de Olympische Spelen in 1920.
Atletiek · Boksen · Boogschieten · Gewichtheffen · Hockey · Kunstrijden · Kunstwedstrijden · Moderne vijfkamp · Paardensport · Polo · Roeien · Rugby · Schermen · Schietsport · Schoonspringen · Tennis · Touwtrekken · Turnen · Voetbal · Waterpolo · Wielersport · Worstelen · IJshockey · Zeilen · Zwemmen
Stockholm 1912 · 
Antwerpen 1920 · 
Parijs 1924 · 
Amsterdam 1928 · 
Los Angeles 1932 · 
Berlijn 1936 · 
Londen 1948